# Shelfanger
Shelfanger is een civil parish in het bestuurlijke gebied South Norfolk, in het Engelse graafschap Norfolk met 378 inwoners.